# Thelocarpon superellum
Thelocarpon superellum är en lavart som beskrevs av Nyl. Thelocarpon superellum ingår i släktet Thelocarpon och familjen Thelocarpaceae.  Arten är reproducerande i Sverige. Inga underarter finns listade i Catalogue of Life.